# Humedad

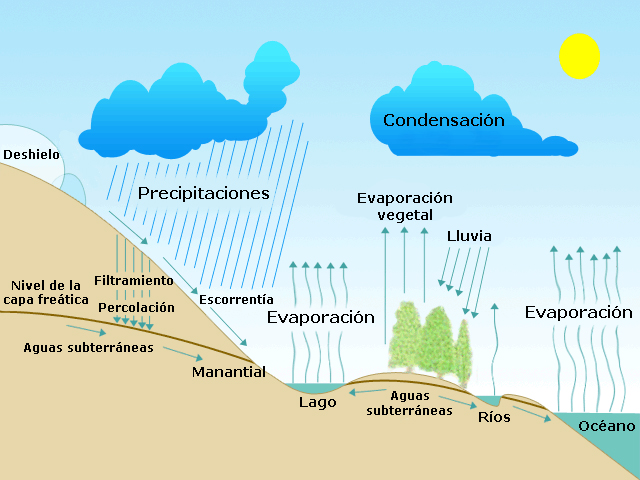
Ciclo del agua. El vapor de agua procedente de la loca, agua, océanos... sube hacia la atmósfera y allí se condensa formando las nubes; cuando las gotas de agua o cristales de hielo pesan mucho caen en la superficie terrestre originando las precipitaciones.

La humedad es la cantidad de vapor de agua que hay en el aire. Se denomina así al agua que impregna un cuerpo o al vapor presente en la atmósfera, el cual, por condensación, llega a formar las nubes, que ya no están formadas por vapor sino por agua.
El agua está presente en todos los cuerpos vivos, ya sean animales o vegetales, y esa presencia es de gran importancia y hasta fundamental para la vida. En efecto, el agua es tan necesaria para los seres vivos que, en el caso de los seres humanos, por ejemplo, pueden subsistir más tiempo sin comer que sin beber.

## Etimología
La palabra «humedad» proviene del español medieval humidad, este haplología del latín tardío humidĭtas, -ātis ‘cualidad de húmedo’, y este formado por humĭdus ‘húmedo, húmido’ y el sufijo cualitativo -itas ‘-idad’.

## Humedad del aire

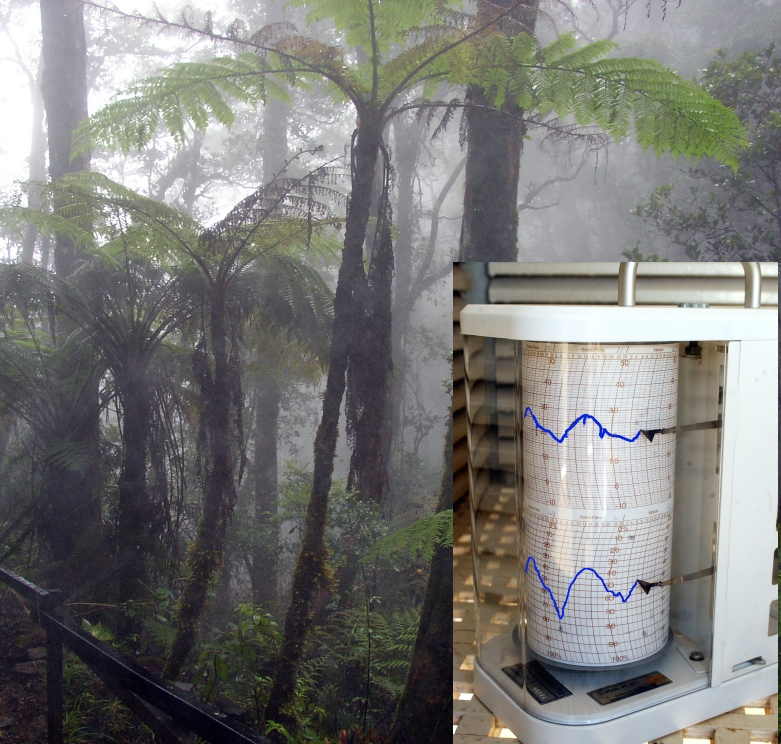
Aparato de medición de humedad relativa

Es la cantidad de vapor de agua presente en el aire, se puede expresar de forma absoluta mediante la humedad absoluta, o de forma relativa mediante la humedad relativa o grado de humedad. La humedad relativa es la relación porcentual entre la cantidad de vapor de agua real que contiene el aire y la que necesitaría contener para saturarse a idéntica temperatura.
La humedad del aire es un factor que sirve para evaluar la comodidad térmica del cuerpo vivo que se mueve en cierto ambiente. Sirve para evaluar la capacidad del aire para evaporar la humedad de la piel, debida a la transpiración fundamentalmente. También es importante, tanto la del aire como la de la tierra, para el desarrollo de las plantas.
El vapor de agua tiene una densidad menor que el aire, luego el aire húmedo (mezcla de aire y vapor) es menos denso que el aire seco. Además, las sustancias, al calentarse, se dilatan, luego tienen menor densidad. El aire caliente que contiene vapor de agua se eleva en la atmósfera. La temperatura de la atmósfera disminuye una media de 0,6 °C cada 100 m. Al llegar a zonas más frías, el vapor de agua se condensa y forma las nubes (de gotas de agua o cristales de hielo). Cuando estas gotas de agua o cristales de hielo se unen por contacto al enfriarse, pesan demasiado y caen originando las precipitaciones en forma de lluvia o nieve.

## Humedad del suelo
El contenido de humedad en los suelos es la cantidad de agua que el suelo contiene en el momento de ser extraído. Una forma de conocer el contenido de humedad es pesar la muestra cuando se acaba de extraer, m1, y después de haberla mantenido durante 24 horas en un horno a una temperatura de 110 °C se vuelve a pesar, m2, y se halla el porcentaje de humedad con:
| Símbolo               | Nombre                                          |
| --------------------- | ----------------------------------------------- |
| {\displaystyle m_{1}} | Masa de la muestra recién extraída              |
| {\displaystyle m_{2}} | Masa de la muestra después de estar en el horno |

## Humedad en los alimentos
La humedad en los alimentos es un parámetro de importancia desde el punto de vista económico y de la calidad, y de las cualidades organolépticas y nutricionales. Debido a ello su medición está incluida dentro del Análisis Químico Proximal de los alimentos (en el cual se mide principalmente el contenido de humedad, grasa, proteína y cenizas).

## Humedad de los materiales de construcción
Es importante conocer la humedad que contienen los materiales de construcción por dos razones: 
- cuanto más contenido de humedad tienen, menor resistencia ofrecen al paso del calor.
- cuando el contenido de humedad es grande y se produce una helada, el agua se congela desmenuzando la pieza.

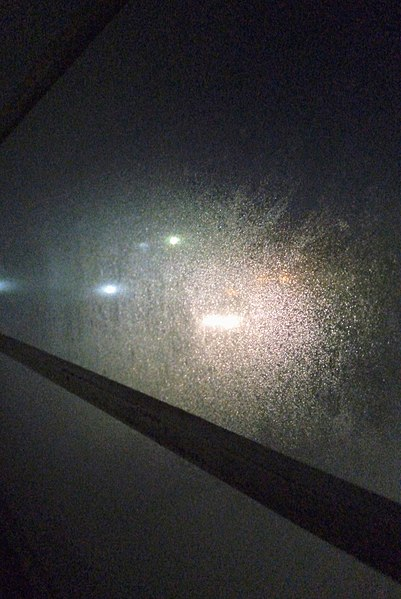
Condensación en una ventana, dentro de una habitación fresca y húmeda, expuesta a temperaturas exteriores cálidas.

El contenido de humedad de una pieza situada en ciertos ambientes, puede conocerse con un proceso semejante al descrito para conocer la humedad del suelo.